# سیارک ۱۹۴۶۴
سیارک ۱۹۴۶۴ (به انگلیسی: 19464 Ciarabarr، نامگذاری:1998HZ29) نوزده هزار و چهارصد و شصت و چهارمین سیارک کشف شده‌است که در ۲۰ آوریل ۱۹۹۸ کشف شد.
قدر مطلق سیارک برابر ۱۰.۷ است.